# Raad voor Maatschappelijke Ontwikkeling
De Raad voor Maatschappelijke Ontwikkeling (RMO) was een Nederlandse strategische adviesraad, in 1997 opgericht bij Wet in de Kaderwet Adviescolleges. In 2015 is de RMO gefuseerd met de Raad voor de Volksgezondheid en Zorg (RVZ) tot de Raad voor Volksgezondheid en Samenleving (RVS). De RMO was in Den Haag gevestigd. 

## Algemeen
De RMO bestond uit een voorzitter en acht kroonleden, en daarnaast een aantal bureaumedewerkers. De raadsleden werden voor vier jaar bij Koninklijk Besluit benoemd. De wettelijke opdracht was het adviseren over de thema's participatie en stabiliteit. Eens in de vier jaar werd de werkwijze van de RMO door een externe commissie geëvalueerd. 
Alhoewel de meeste adviesraden verbonden zijn aan een departement, werkte de RMO interdepartementaal. Adviezen werden daardoor niet altijd aan dezelfde minister gepresenteerd. 

## Werkwijze
Aan de hand van een werkprogramma werden jaarlijks een aantal (brief-)adviestrajecten opgezet. Deze adviezen konden door de ministerraad gevraagd zijn, maar de RMO adviseerde ook ongevraagd over onderwerpen van maatschappelijk belang. Per adviestraject benoemde de RMO een commissie bestaande uit raadsleden en bureaumedewerkers. Wanneer het advies vastgesteld werd, werd dit naar het kabinet en parlement gestuurd. Binnen drie maanden nam het kabinet een standpunt over het advies in.

## Geschiedenis
In de zomer van 2006 leek sprake van de opheffing van de RMO in het kader van het terugdringen van de overheidsbureaucratie. Minister Hoogervorst diende op verzoek van de Tweede Kamer dit wetsvoorstel echter niet in. In 2015 werd de RMO alsnog opgegeven, en gefuseerd samen met de RVZ tot de RVS.
Vanaf 2007 was Sadik Harchaoui de voorzitter van de raad.